# Necron
Necron è una serie a fumetti di genere horror per adulti ideata da Ilaria Volpe e disegnata da Magnus, su idea dell'editore Renzo Barbieri. Edita in Italia negli anni ottanta dalla Edifumetto, è realizzata con uno stile grafico pulito ispirato alla linea chiara franco-belga. Il protagonista dell'opera è Necron, un umanoide superdotato, antropofago ed assemblato con frammenti di cadaveri, schiavo e amante della scienziata pazza, ninfomane e necrofila, Frieda Boher. La serie, nonostante uno scarso riscontro iniziale, probabilmente per la scelta editoriale che lo classificava come fumetto pornografico, ebbe poi un notevole successo venendo ristampato più volte e pubblicato anche in Francia, Spagna e Stati Uniti.

## Trama
In una livida Berlino Ovest, la dottoressa Frieda Boher, geniale quanto folle e crudele biologa, lavora in un istituto di ricerca dove si conducono avanzati studi sui trapianti d'organi, allo scopo di preservare la vitalità dei tessuti dopo la morte; la bella Frieda è oggetto del desiderio di tutti i suoi colleghi e soprattutto del suo assistente Franz Bleiber, figlio del direttore dell'Istituto, ma lei dimostra un atteggiamento freddo e scostante verso tutti. Ella è una necrofila e decide di costruirsi una creatura per soddisfare la sua perversione. Realizza quindi, assemblato con pezzi di cadaveri, un essere meccanico superdotato, Necron, dalla forza sovrumana e dall'instancabile appetito sessuale. La creatura è infantile e con un'intelligenza limitata.

## Storia editoriale
La prima serie venne edita dalla Edifumetto da gennaio a novembre 1981 per 11 numeri. La storia Sopraffatta dai mostri fu poi pubblicata sul supplemento alla serie Zora la vampira nel settembre 1983; un altro volume, contenente due storie, dal titolo Metropolis, uscì nel giugno 1985 come supplemento a Necron Nuova Serie.

Avvicinatosi al progetto per ragioni economiche dopo la sospensione de Lo Sconosciuto e la chiusura de La compagnia della forca, Magnus lo fece suo infondendogli una forte dose di umorismo grottesco e sperimentando nuove evoluzioni grafiche. Lo stesso autore così raccontò il suo coinvolgimento nella genesi del fumetto: 
(Magnus)

Sulle critiche mosse alla spiccata pornografia delle storie da lui disegnate: 
(Magnus)
La serie durò complessivamente tredici volumi (11 numeri regolari più due speciali), non incontrando il favore del pubblico dei tascabili economici "porno-trash" tipo Lando, Sukia, Jacula e Il Tromba al quale era indirizzata in origine. L'opera godette comunque di una discreta fama a livello internazionale venendo tradotta e pubblicata in Francia, Spagna e Stati Uniti. Nel corso degli anni è stata ristampata più volte in diversi formati.
Magnus non disegnò le copertine della prima serie di Necron, quelle dei tascabili economici usciti nelle edicole. L'editore visionò alcune sue bozze ma le ritenne poco adatte al pubblico a cui si indirizzavano le abituali storie porno-erotiche, che non aveva notevoli pretese artistiche e che avrebbe trovato i suoi disegni troppo sperimentali. Per rimanere in linea con gli altri albi della casa editrice, le copertine furono affidate a Oliviero Berni.
Mirka Martini scelse di usare lo pseudonimo di "Ilaria Volpe" nel partecipare al progetto Necron perché non voleva che il suo nome fosse associato a un fumetto per adulti.
Nel 1993 Magnus iniziò uno studio di nuovi personaggi per la serie (tra i quali anche il padre di Frieda) con l'intenzione di riprendere in mano Necron, ma il progetto non si concretizzò mai.

### Elenco
Serie regolare
1. La fabbricante di mostri
2. La nave dei lebbrosi
3. I mostri meccanici
4. Le donne ragno
5. Nobiltà depravata
6. Strage in vagone letto
7. La balena d'acciaio
8. Gli uomini pesce
9. Il re dei cannibali
10. Cadaveri viventi
11. Kring Krong

### Numeri speciali
- Necron n. 12, Sopraffatta dai mostri, settembre 1983 (supplemento di Zora la vampira)
- Metropolis: Caccia all'indio - Gli orrori della metropoli, giugno 1985 (supplemento di Necron nuova serie)